# Toro (cráter)
Toro es un cráter de impacto de Marte.

## Características
Situado en los límites septentrionales del Syrtis Major Planum (en el cuadrángulo del mismo nombre), tiene un diámetro de 42 kilómetros y una profundidad de 2 kilómetros.
Toro, que cuenta con una elevación central, tiene una edad estimada de 3,6 miles de millones de años.
Su nomenclatura hace referencia a una localidad de España, en la provincia de Zamora.